# MI14
MI14 (geschrieben auch M.I.14; kurz für Military Intelligence, Section 14, deutsch „Militärische Aufklärung, Abteilung 14“) war im Zweiten Weltkrieg ein britischer Militärnachrichtendienst.
Als eine Abteilung des Directorate of Military Intelligence (DMI) bestand seine Hauptaufgabe in der Aufklärung des damaligen Kriegsgegners Deutschland.

## Geschichte
Während des Ersten Weltkriegs gab es als Vorläuferorganisation den MI3. Dieser hatte diverse Unterabteilungen für die unterschiedlichen zu beobachtenden Länder. Dazu gehörten MI3a (Frankreich, Belgien, Luxemburg und Marokko), MI3b (Österreich-Ungarn und Schweiz), MI3c (Deutschland), MI3d (Niederlande, Norwegen, Schweden und Dänemark) sowie MI3e (Übersetzungen).
Mit Beginn des Zweiten Weltkriegs stieg die militärische Bedeutung der Beobachtung Deutschlands enorm an. Folglich wurde aus der ursprünglichen  Unterabteilung MI3c die neue Abteilung MI14 erschaffen. Zu deren wichtigsten Aufgaben gehörte die Nachrichtengewinnung und Aufklärung über die deutschen Streitkräfte, also Wehrmacht inklusive Waffen-SS.

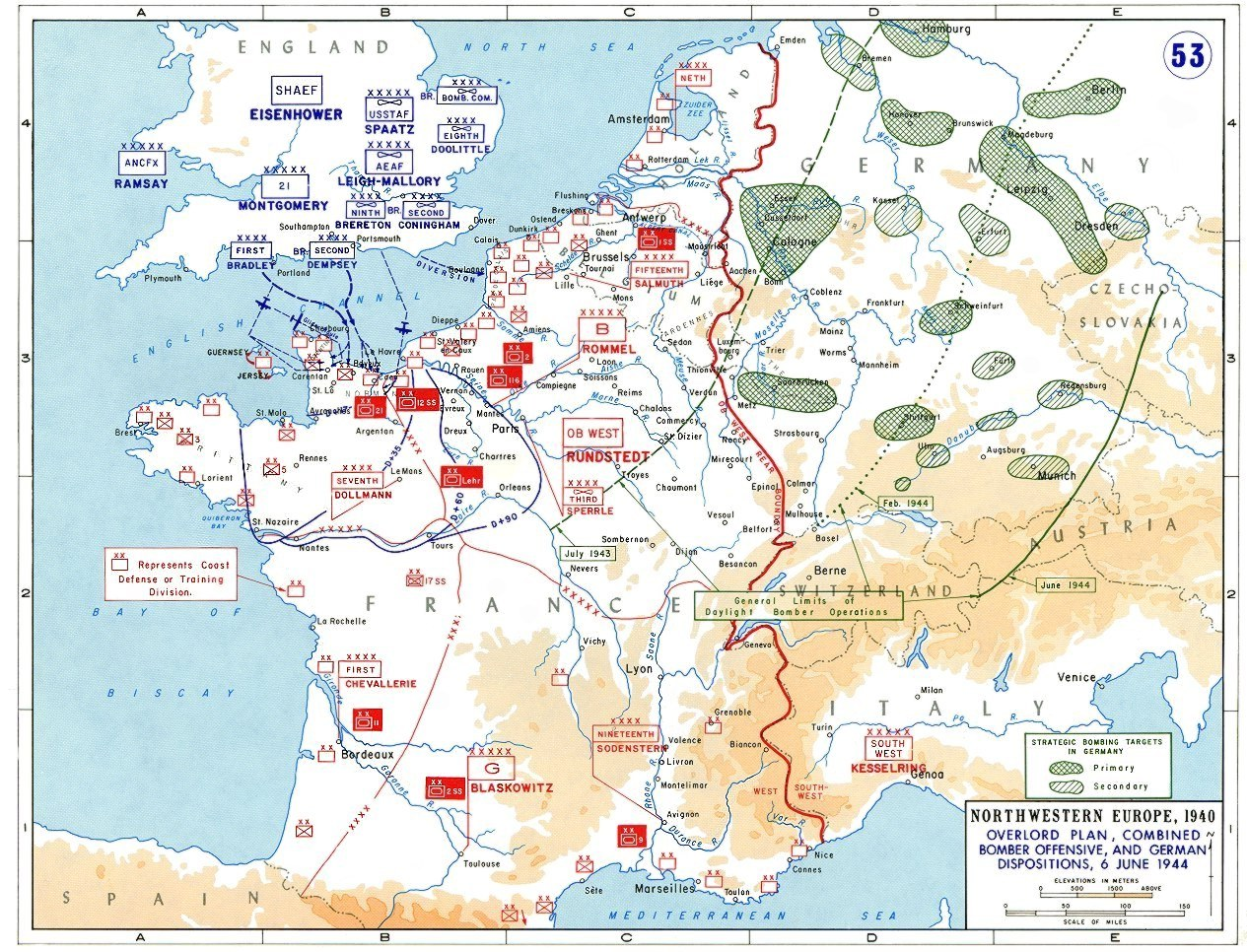
Plan zur Operation Overlord mit den deutschen Stellungen (rot) am 6. Juni 1944

Dies war beispielsweise wichtig zur Vorbereitung und erfolgreichen Durchführung der Operation Overlord, also der Landung der Alliierten in der Normandie am D-Day, dem 6. Juni 1944. Dabei arbeitete MI14 eng zusammen mit der militärischen Dienststelle Bletchley Park (B.P.), die täglich mehr als 2000 verschlüsselte deutsche Funksprüche (in Hut 6) entzifferte und (in Hut 3) auswertete.
Unter dem Decknamen Ultra gelang es in der Zeit vor dem D-Day, alle 58 in Frankreich, Belgien und den Niederlanden stationierten deutschen Divisionen zu identifizieren und zu lokalisieren. Hieraus konnte MI14 detailliert die deutsche Gefechtsaufstellung ermitteln (Bild). Dazu gehörte die Führungsstruktur, wie Kommandeure und unterstellten Einheiten, sowie, in manchen Fällen, Personalstärke, Bewaffnung oder Panzeranzahl.
Nach dem Zweiten Weltkrieg wurde MI14 aufgelöst und dessen Aufgaben durch MI6 übernommen.